# Barbados nos Jogos Pan-Americanos de 2015
Barbados competiu nos Jogos Pan-Americanos de 2015 em Toronto de 10 a 26 de julho de 2015. O país competiu em 10 esportes com 29 atletas e conquistou uma medalha de prata e dois bronzes.